# 南川双盖蕨
南川双盖蕨（学名：Diplazium nanchuanicum）也称南川短肠蕨，为蹄盖蕨科双盖蕨属下的一个种。